# No Agreement
Albums de Fela Kuti
Fear Not for Man
(1977) Sorrow Tears and Blood
(1977)
No Agreement est un album du compositeur, chef d'orchestre et multi-instrumentiste nigérien Fela Kuti sorti sur le label Decca.

## Titres
Tous les titres ont été composés par Fela Kuti.
| No | Titre        | Durée |
| -- | ------------ | ----- |
| 1. | No Agreement | 15:35 |
| 2. | Dog Eat Dog  | 15:33 |

## Musiciens
- Fela Kuti - saxophone tenor , saxophone alto , piano électrique, chant
- Lester Bowie, Tunde Williams, Nwokoma Ukem - trompette
- Lekan Animashaun - saxophone baryton
- Leke Benson, Okalve Ojeah, Clifford Itoje, Oghene Kologbo - guitare
- Nweke Atifoh - guitare basse
- Tony Allen - batterie
- Ayoola Abayomi - percussions
- Babajide Olaleye - maracas
- Oladeinde Koffi, Addo Nettey, Shina Abiodun - conga
- Bimbo Adelanwa, Bola Olaniyi, Emaruagheru Osawe, Fehintola Kayode, Folake Oladeinde, Kewe Oghomienor, Ronke Edason, Shade Komolafe, Tejumade Adebiyi, Yemi Abegunde - chœur